# Grandes éxitos (Lost)
Grandes éxitos (título original: Greatest Hits) es el vigesimoprimero capítulo de la tercera temporada de la serie Lost. Mientras Jack idea un plan para librarse de Los Otros de una vez por todas, Sayid descubre un error en el sistema de Los Otros que podría llevarles a ser rescatados. Pero necesita que Charlie acepte una peligrosa tarea que puede que haga realidad una de las premoniciones de Desmond. FLASHBACK de Charlie Pace.

## Argumento

### Flashback
En el primer retroceso, el furgón de Drive Shaft, la banda de música de Charlie (Dominic Monaghan), se ha averiado. Mientras que Liam (Neil Hopkins) y Charlie intentan repararlo en la lluvia, Charlie manifiesta que la banda no va para ninguna parte y él desea retirarse. Momentos antes de que una gran discusión haga erupción, el conductor les dice "¡cállense!" y les muestra un radio en cuál está sonando su canción, You All Everybody. La banda salta alrededor llena de júbilo. El actual Charlie anota "#5 La primera vez que nos escuchamos en la radio".
El segundo retroceso sobre Charlie lo muestra cuando era niño, en un centro de recreación. Tiene miedo de saltar a la piscina, porque no cree que su padre lo recogerá. Cuando al fin él salta con fe, su papá lo acompaña al salir y sigue enseñándole a nadar. Charlie anota "#4 Papá enseñándome a nadar en la piscina".
El siguiente retroceso muestra cómo Liam despierta a Charlie, que estaba en una cama con dos mujeres. Es Navidad, Liam da a Charlie, la "estrella de roca limpia", la herencia familiar, un anillo con las iniciales DS. Liam le dice que quisiera que el anillo permaneciera en la familia, y Charlie es quien más probablemente llegue a tener un hijo, para entregársela. Las letras DS son las iniciales de su bisabuelo, y coinciden con las del nombre de su banda, como tributo a él. Charlie anota "#3 La Navidad en la que Liam me dio el anillo".
Otro retroceso muestra a Charlie interpretando "Wonderwall" (de Oasis), en una esquina de la calle antes de que comience a llover. Él camina más allá de un callejón adonde una mujer está siendo asaltada, se trata de Nadia (Andrea Gabriel), de la que estaba enamorada Sayid. Él interviene y hace huir al asaltante. La mujer le dice a Charlie que es un héroe. Charlie anota "#2 la mujer que me llamó héroe, cerca de Convent Garden". 
El último retroceso muestra a Claire (Emilie de Ravin) conociéndose con Charlie en la noche de la caída del avión. Ríen juntos y se presentan. Esto lo anota en el papel como memoria "#1 La noche en que te conocí".

### En la Isla
El episodio comienza con Karl (Blake Bashoff) corriendo por entre la selva y luego subiendo a una canoa de mástil lateral en la que rema con rapidez. En la escena siguiente, varios náufragos están caminando sobre una llanura, dirigidos por Jack (Matthew Fox). A lo largo del camino, Desmond (Henry Ian Cusick) tiene otra premonición pero rehúsa decirle a Charlie de qué se trata. Después de que Sayid (Naveen Andrews) pregunta por qué son conducidos allí, Jack llama en voz alta a Danielle (Mira Furlan), quien entonces hace estallar un árbol, con la dinamita que había recogido de la Roca Negra (lo cual explica por qué ella entró ahí en el episodio Doble Venganza). Jack explica que Los Otros van a venir a secuestrar a las mujeres embarazadas, pero él se prepone ocultar dinamita en sus tiendas, para matarlos cuando lleguen.  
Naomi (Marsha Thomason) habla con Charlie sobre su ciudad, Mánchester, y entonces se da cuenta de que él fue la gran estrella de rock que "murió" en el accidente del avión. Charlie argumenta que sólo tuvieron un breve momento de fama, pero Naomi le cuenta que le deron mucho bombo tras el accidente aéreo y mucha gente fue a su "funeral" y fue un "gran éxito" el disco lanzado después de su "muerte". Durante esta conversación, Charlie nota que Desmond lo mira fijamente a él.
Jack y Juliet (Elizabeth Mitchell) están preparando la dinamita, cuando Sayid llega y dice cómo cree él que puede comunicarse con el barco de Naomi mediante el teléfono satelital, aunque explica que primero debe inhabilitar la transmisión del mensaje de Danielle que se repite en la torre de radio. Juliet le dice que esta idea no es factible, porque Los Otros bloquean todos los mensajes de salida desde una estación de Dharma, El Espejo, que ella misma nunca ha visitado. Esta estación, según revela, está bajo el agua. Sayid deduce que el cable que fue encontrado en la orilla (en el episodio Solitario), conduce hasta allá. 
Charlie conversa con Claire cuando Desmond llega hasta él y le pide que le dé una mano. Le dice a Charlie que, en su premonición, Claire y Aaron consiguen salvarse y los vio subirse a un helicóptero. Sin embargo, para que esto suceda, Charlie debe ahogarse después de accionar la palanca de un interruptor amarillo centelleante, bajo el agua, dentro o cerca de la estación de Dharma.
Sayid habla con Juliet y Jack sobre la estación "El Espejo" y si consiguen llegar allí, cómo podrían desconectar la señal que causa interferencia y evita la salida de mensajes, para que luego puedan pedir ayuda mediante el dispositivo telefónico de Naomi. Charlie, aceptando su supuesto destino, se ofrece a Jack para ser él quien va a la misión subacuática y, no obstante, Jack rechaza en principio dejarlo ir: "No voy a dejarte ir en una misión suicida", le dice.
Charlie desea ser él quien salve a Claire, así que miente y dice que es capaz de contener su respiración por cuatro minutos. Mientras tanto, Jin (Daniel Dae Kim) habla con Sun (Yunjin Kim) sobre el bebé. Sun le cuenta a Jin que le hicieron una ecografía y el bebé es sano. Se abrazan felices, aunque Sun obviamente está preocupada, no le habla sobre cómo Los Otros están tras ella. Muy probablemente el acontecimiento de Los Otros viniendo (presumiblemente a secuestrar a las mujeres embarazadas) está ligado a la notificación de Juliet sobre cómo ninguna mujer que ha concebido en la isla vive para ver al niño. 
Justo entonces, Karl llega a orilla y es abordado por Sayid, quien asume que Karl va con malas intenciones, al no conocerlo. Sawyer le dice a Sayid cómo dejó ir a Karl, y se ve en escena lo que pasó después de ello: Ben (Michael Emerson) llegó a su campamento, y le dijo a una Alex (Tania Raymonde) curiosa que Locke tuvo un "accidente" (Karl sin embargo no fue informado al respecto). Ben entonces dice a los demás de ese campamento, que Jacob mandó ir inmediatamente a buscar a las náufragas embarazadas, que si alguien trata de "hacerse el valiente" lo maten, y que si Juliet no ha señalado las carpas de las embarazadas se lleven a todas las mujeres. Alex corre en la selva para informarle a Karl y él enseguida corre a contarle a los náufragos según lo mostrado antes. 
Al principio, Sayid le dice que ya sabían lo que ocurriría y que ellos ya se preparaban para la llegada de Los Otros. Sin embargo, Karl les revela que Los Otros no llegarán la mañana siguiente, sino que "¡están viniendo para acá, ahora mismo!". Cunde el pánico entre los náufragos y cambian su línea de conducta. Sayid decide que como ya no hay tiempo para colocarle el cable a la dinamita para detonarla, ellos pueden dejarla escondida y dispararle desde los árboles. Bernard (Sam Anderson), Sayid y Jin son escogidos para ser los tiradores, a pesar de la consternación de Jack (quien se preponía estar ahí). Sayid le dice a Jack que por ser el líder, debe proporcionar seguridad a los demás conduciéndolos hasta la torre de radio. 
Entonces Jack cambia de idea sobre Charlie y decide que debe ir a desmontar la señal, si así lo desea. Charlie y Desmond se preparan para irse a la estación usando la canoa de Karl. Charlie visita a Claire y Aaron y les da un emotivo adiós, diciéndole a Claire que no deberá preocuparse por él porque "estará bien". Se besan, Charlie le dice a Aaron que lo ama, y camina apagado. 
Desmond da a Charlie un cinturón con un lastre, para que se hunda en el agua más rápido. Hurley (Jorge Garcia) llega diciendo que desea ir con ellos y Charlie le contesta que no puede porque es demasiado gordo y no cabe en el bote, pero se siente mal por hablarle así y le dice Hurley que lo ama y lo abraza. En el campamento principal todos se alistan para irse, mientras Jack y Kate sonríen juntos de nuevo. Se ve que el anillo de Charlie queda en la cuna de Aaron. Finalmente Charlie y Desmond parten, usando el cable como guía. 
Desmond le pregunta a Charlie qué escribe, y él le contesta que ha estado enumerando sus momentos más felices, sus "más grandes éxitos". Cuando el cable comienza a hundirse en el agua, Desmond dice a Charlie que ya están en el sitio. Charlie le da el papel a Desmond y le dice que se lo entregue a Claire. Entonces Desmond ofrece ir el mismo a la estación, pero mientras mira como si estuviera a punto de sacrificarse en lugar del otro, Charlie lo golpea con un remo, seguro de que él es quien tiene que hacerlo. Charlie se zambulle bajo el agua y alcanza la estación, no obstante no logra entrar. Cuando ya no resiste la falta de aire, encuentra una entrada, y logra alcanzarla, apenas a tiempo. Entra en la estación y grita "¡estoy vivo!". Pero cuando comienza a relajarse, aparecen dos mujeres armadas (Tracy Middendorf y Lana Parrilla), apuntándole a él.